# Володино (на Юхоти)
В том же сельском округе есть ещё одна деревня с таким названием — на правом берегу Волги.
Володино  — деревня Охотинского сельского поселения Мышкинского района Ярославской области.
Деревня стоит на левом, западном берегу реки Юхоть, она — последний населённый пункт Мышкинского района вверх по левому берегу Юхоти, выше по течению Юхоти на левом берегу, на удалении около 1,5 км стоит деревня Городищи, находящаяся уже в Угличском районе. Володино стоит на правом берегу в устье ручья длиной около 2 км. Этот ручей отделяет от Володино деревню Терпилово, которая удалена от берега Юхоти примерно на 1 км. Вокруг этих деревень сельскохозяйственные угодья, за которыми начинаются леса. Дорога от Володино пересекая ручей по мосту выходит к Терпилово и далее следует по левому берегу через Раменье и Костюрино к федеральной автомобильной трассе Р104. На топокартах в Володино обозначен причал .
На 1 января 2007 года в деревне Володино не числилось постоянных жителей . Деревню обслуживает почтовое отделение, находящееся в селе Охотино .